# ديبورا ناسيمنتو
ديبورا دوس سانتوس ناسيمنتو (من مواليد 16 يونيو 1985) ممثلة وعارضة برازيلية.

## روابط خارجية
- ديبورا ناسيمنتو على موقع IMDb (الإنجليزية)
- ديبورا ناسيمنتو على موقع ألو سيني (الفرنسية)
- ديبورا ناسيمنتو على موقع أول موفي (الإنجليزية)
- ديبورا ناسيمنتو على موقع قاعدة بيانات الأفلام السويدية (السويدية)
- ديبورا ناسيمنتو على موقع قاعدة بيانات الفيلم (الإنجليزية)
- ديبورا ناسيمنتو على موقع كينوبويسك (الروسية)

- ديبورا ناسيمنتو في قاعدة بيانات الأفلام على الإنترنت